# ویلیام پی. فرای
ویلیام پی. فرای (به انگلیسی: William P. Frye) سناتور سابق عضو حزب جمهوری‌خواه ایالات متحده آمریکا بود. وی در سال ۱۸۸۱ تا ۱۹۱۱ میلادی سناتور ایالت مین در سنای ایالات متحده آمریکا بود.